# Siegfried Trebitsch

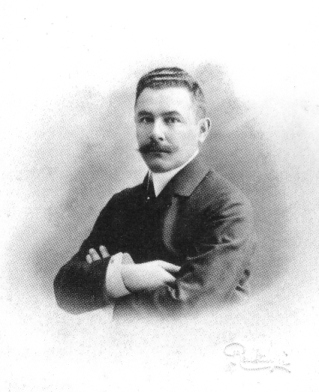
Siegfried Trebitsch (Fotografie, ca. 1902)

Siegfried Trebitsch (* 22. Dezember 1868 in Wien; † 3. Juni 1956 in Zürich) war ein österreichischer Dramatiker, Lyriker, Erzähler und Übersetzer.

## Leben
Siegfried Trebitsch kam als Sohn von Heinrich Trebitsch und Malvine (geb. Singer) in Wien auf die Welt. Sein Geburtseintrag erwähnt auch die Umbenennung von Trebitsch-Slámka in Trebitsch, doch sind die Hintergründe unklar. Nach dem Tod des Vaters am 17. April 1872 ehelichte die Mutter ihren Schwager, den jüngeren Bruder und Seidenhändler Leopold Trebitsch. Siegfrieds Berufslaufbahn begann in dessen Seidenhandelskontor, wo er bis 1903 blieb und diese Jahre zu Studien und großen Reisen benutzte, die ihn durch fast ganz Europa und nach Nordafrika führten. Inzwischen hatte er durch Übersetzungen die Deutschen mit den Werken des Franzosen Georges Courteline und des irischen Dichters George Bernard Shaw bekannt gemacht und sich nach unsäglichen Mühen Erfolge errungen. Er nahm seinen Wohnsitz in Wien, wo er die repräsentative „Villa Trebitsch“ errichten ließ, und verheiratete sich 1907 in Ungarn mit der Fürstin Engalitscheff. Im selben Jahr erhielt er das Ehrenbürgerrecht der Stadtgemeinde Wigstadtl im österreichischen Kronlande Schlesien, im Jahre 1920 das Heimatrecht in dieser nun zur Tschechoslowakei gehörenden Gemeinde und zugleich die tschechoslowakische Staatsangehörigkeit. Er wohnte nach seinen beeidigten Angaben in einem Gesuch um das amerikanische Einwanderungsvisum vom 30. Juni 1941 mit Unterbrechungen infolge von Auslandsreisen bis 1938 (d. h. offenbar bis zum Anschluss Österreichs an das Deutsche Reich) in Wien, von 1938 bis 1940 in Paris und von da an in Zürich, wo er schon 1919, 1938 bis 1939 gelebt hatte und vom Herbst 1940 an ununterbrochen wohnhaft war. Sein 1938 in Wien ausgestellter tschechoslowakischer Pass nennt als seinen Wohnort Wien, welche Angabe am 6. Mai 1938 amtlich in „Paris“ abgeändert wurde. 1939 wurde ihm ehrenhalber die französische Staatsangehörigkeit verliehen. Bei der Veröffentlichung dieser Einbürgerung im Journal officiel de la République française vom gleichen Tage wurde er als „demeurant à Paris“ bezeichnet.
Siegfried Trebitsch verkehrte unter anderem im Umfeld von Franz Werfel und Alma Mahler-Werfel, die in den 1930er Jahren das Wiener Kulturleben dominierten. In seinen Romanen und Erzählungen charakterisierte er die zeitgenössische österreichische Gesellschaft. Seine sterblichen Überreste ruhten (Grab aufgelassen) auf dem Friedhof Enzenbühl.
Zu Lebzeiten dürfte Trebitsch sich um ein Jahr jünger gemacht haben, sein sechzigster Geburtstag wurde in der Presse 1929 und nicht, wie zu erwarten gewesen wäre, 1928 gefeiert. Das falsche Geburtsjahr ist bis heute öfter zu finden.

## Nachlass
Carl Seelig wurde aus dem Nachlass von Siegfried Trebitsch ein Umschlag »alte Briefe« als Legat vermacht. Laut Vermächtnis-Anzeige des Bezirksgerichts Zürich vom 5. Februar 1957 könne Seelig „daraus nach gefallen publizieren“. Allerdings ist dieses Legat von Trebitschs Erben angefochten worden und es schloss sich ein Rechtsstreit an, der über den Tod von Carl Seelig 1962 hinausgegangen sein dürfte. Am 1. Mai 1964 wurde der Nachlass Elio Fröhlich, dem Nachlassverwalter von Carl Seelig, übergeben, und gelangte so in den heutigen Verwahrort, die Zentralbibliothek Zürich.

## Werke
- Gedichte, 1889
- Sawitri, 1890 (Drama von Angelo De Gubernatis, bearbeitet in Versen)
- Genesung, 1902
- Weltuntergang, 1903
- Das verkaufte Lächeln, 1905
- Das Haus am Abhang, 1906
- Ein letzter Wille, 1907
- Tagwandler, 1909
- Des Feldherrn erster Traum, 1910
- Ein Muttersohn, 1911
- Wellen und Wege, 1913
- Gefährliche Jahre, 1913
- Tod und die Liebe, 1914
- Spätes Licht, 1918
- Die Frau ohne Dienstag, 1919, verfilmt 1920 von Eberhard Frowein[4]
- Frau Gittas Sühne, 1920
- Die Last des Blutes, 1921
- Der Geliebte, 1922
- Renate Aldringen, 1929
- Mord im Nebel, 1931
- Die Heimkehr des Diomedes, 1941
- Chronik eines Lebens (Autobiografie), 1951